# Dama de Caudete

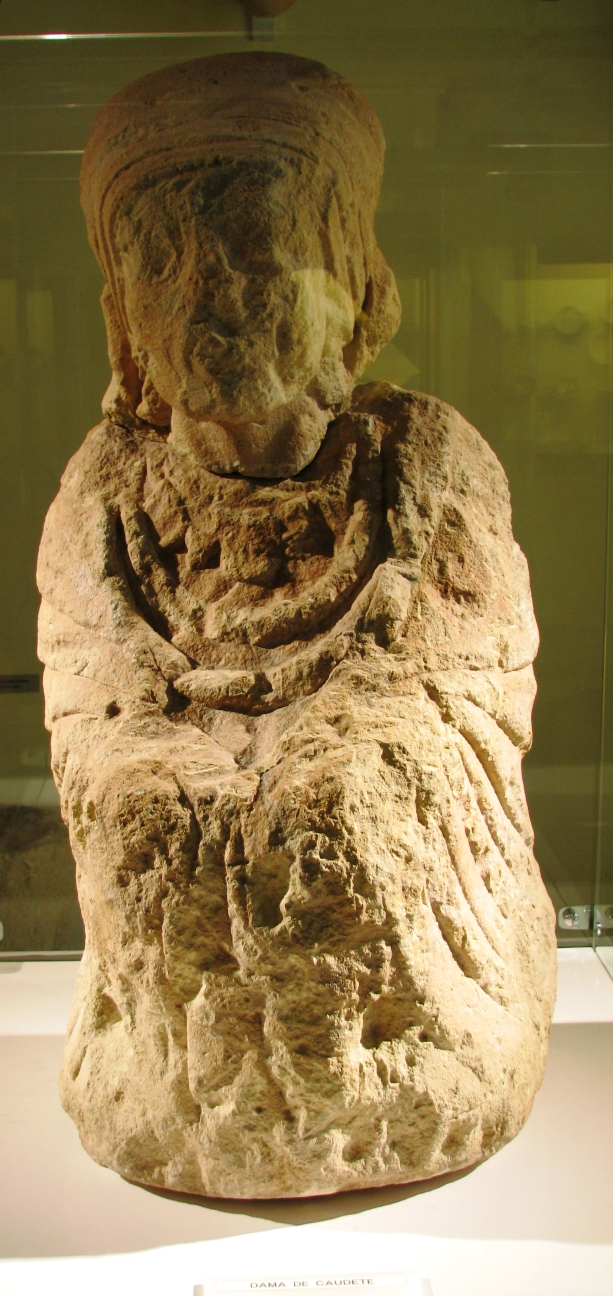
Dama de Caudete

Die Dama de Caudete ist eine kleine sitzende Frauenskulptur (dama) aus iberischer Zeit (4. Jahrhundert v. Chr.) Sie wird heute im Archäologischen Museum der südostspanischen Stadt Villena aufbewahrt.

## Geschichte
Der 24 cm hohe Kopf der Skulptur wurde im Jahr 1945 auf dem Gemeindegebiet von Caudete entdeckt; im Jahr 1972 wurde – ca. 500 m entfernt – auch der von einem tunika-ähnlichen Gewand bedeckte Körper gefunden. Der örtliche Priester setzte die beiden Teile zusammen und übergab sie José María Soler García (1905–1996), einem über die Region hinaus bekannten Archäologen, dessen Sammlung den Grundstock des Archäologischen Museums von Villena gebildet hatte.

## Beschreibung
Die 68 cm hohe Skulptur besteht aus bröseligem kalkhaltigem Sandstein, der zwar leicht zu bearbeiten, aber ebenso leicht zu zerstören war. Nase, Lippen und Hände der Figur sind nicht mehr zu erkennen. Gewand, Schmuck und die mehrfach gefaltete haubenartige Kopfbedeckung weisen auf eine hochgestellte Dame in Sitzhaltung hin.